# Енджеёвская, Ядвига
Ядвига Енджеёвская (пол. Jadwiga Jędrzejowska), в период замужества — Ядвига Галерт (пол. Jadwiga Galert; 15 октября 1912 год, Краков, Австро-Венгрия — 28 февраля 1980, Катовице, Польша) — польская теннисистка-любительница. Заслуженный мастер спорта Польши (1950).
- Победительница 1 турнира Большого шлема в женском парном разряде (Roland Garros-1939).
- Финалистка 3 турниров Большого шлема в одиночном разряде (Уимблдон, US National-1937, Roland Garros-1939).
- Финалистка 2 турниров Большого шлема в парном разряде (Roland Garros-1936, US National-1938).
- Финалистка 1 турнира Большого шлема в миксте (Roland Garros-1947).

## Общая информация
Ядвига обладала сильным ударом справа, со временем она также значительно улучшила свой удар с бэкхенда. Полька обладала хорошей подачей, весьма неплохо исполняла смэш, а также часто удачно укорачивала мячи с бэкхенда. Проблемным моментом в игре были действия у сетки.
Американская пресса благожелательно относилась к Енджеёвской, подчёркивая её доброжелательность к окружающим даже во время самых обидных проигрышей. Они же, зачастую не в состоянии выговорить не самое привычное для англоязычного слуха имя Ядвиги, дали ей прозвища «Ед» и «Я-Я». Неплохие отношения с окружающими помогли ей во время Второй мировой войны, когда протекция шведского короля Густава V (с ним она в своё время вместе играла соревнования в миксте), позволила ей выбраться из оккупированной Польши.

## Спортивная карьера
За свою карьеру Ядвига участвовала не только в достаточно крупных международных турнирах, но и весьма часто играла различные матчи клубных и внутренних польских первенств. Так, за 39 лет своей активной карьеры (с 1927 по 1966 год) она суммарно 65 раз становилась сильнейшей теннисисткой Польши, причём не только в одиночном разряде, но и в женской паре и в миксте. Например, в 1938 году разница между Енджеёвской и второй по силе ракеткой страны была настолько большой, что польская федерация решила даже не проводить национальный чемпионат.
Международная карьера Ядвиги началась в 1931 году. Полька быстро привыкает к подобному уровню соперниц и вскоре становится одной из сильнейших теннисисток Европы. В 1935 году она выигрывает престижный турнир в Риме в миксте.
В 1936-37 полька выходит на пик своих результатов, четырежды пробившись в четвёрку сильнейших теннисисток одиночного разряда на Roland Garros, Уимблдона и US National. Дважды ей удаётся дойти до титульного матча (следующая представительница Польши дойдёт до этой стадии турнира Большого шлема лишь через 75 лет). В 1939 году Ядвига в третий раз пробьётся в финал подобных соревнований, но вновь уступит, а вскоре мировая теннисная жизнь замрёт из-за Второй мировой войны. После неё полька не смогла даже близко повторить свои предыдущие результаты.
Также неплохо складывалась международная карьера и в парном разряде: в 1936 году Ядвига, вместе со Сьюзан Ноэль, пробивается в финал Roland Garros, а через три года побеждает в нём (при поддержке Симоны Матьё). Самый крупный успех в микстовой карьере приходится уже на послевоенный период: вместе с Кристианом Каралулисом она доходит до решающего матча на всё том же Roland Garros.
Помимо семи финалов на турнирах Большого шлема, Енджеёвская смогла ещё шестьдесят раз дойти до решающих матчей менее престижных международных турниров.
Спортивные успехи Ядвиги неоднократно отмечались различными премиями внутри страны.

## Финалы турниров Большого шлема

### Одиночный разряд (3)

#### Поражения (3)
| №  | Дата | Турнир        | Покрытие | Соперница в финале | Счёт        |
| 1. | 1937 | Уимблдон      | Трава    | Дороти Раунд       | 2-6 6-2 5-7 |
| 2. | 1937 | US National   | Трава    | Анита Лисана       | 4-6 2-6     |
| 3. | 1939 | Roland Garros | Грунт    | Симона Матьё       | 3-6 6-8     |

### Парный разряд (3)

#### Победы (1)
| №  | Дата | Турнир        | Покрытие | Партнёрша    | Соперницы в финале        | Счёт    |
| 1. | 1939 | Roland Garros | Грунт    | Симона Матьё | Аличе Флориан Хелла Ковач | 7-5 7-5 |

#### Поражения (2)
| №  | Дата | Турнир        | Покрытие | Партнёрша    | Соперницы в финале      | Счёт        |
| 1. | 1936 | Roland Garros | Грунт    | Сьюзан Ноэль | Симона Матьё Билли Йорк | 6-2 4-6 4-6 |
| 2. | 1938 | US National   | Трава    | Симона Матьё | Сара Палфрей Элис Марбл | 8-6 4-6 3-6 |

### Микст (1)

#### Поражения (1)
| №  | Дата | Турнир        | Покрытие | Партнёр            | Соперники в финале         | Счёт    |
| 1. | 1947 | Roland Garros | Трава    | Кристиан Каралулис | Шейла Пирси Эрик Старджесс | 0-6 0-6 |

## История выступлений на турнирах

### Одиночные турниры
| Турнир                 | 1931  | 1932  | 1933  | 1934  | 1935  | 1936  | 1937  | 1938  | 1939  | 1946  | 1947  | 1948  | 1957  | 1959  | Итог   |
| ---------------------- | ----- | ----- | ----- | ----- | ----- | ----- | ----- | ----- | ----- | ----- | ----- | ----- | ----- | ----- | ------ |
| Турниры Большого Шлема |       |       |       |       |       |       |       |       |       |       |       |       |       |       |        |
| Roland Garros          | 2Р    | -     | 1Р    | 3Р    | -     | 3Р    | 1/2   | -     | Ф     | 3Р    | 3Р    | 1Р    | 2Р    | 1Р    | 0 / 11 |
| Уимблдон               | 1Р    | 3Р    | 3Р    | 4Р    | 1/4   | 1/2   | Ф     | 1/4   | 1/4   | -     | 2Р    | -     | -     | -     | 0 / 10 |
| US National            | -     | -     | -     | -     | -     | -     | Ф     | 1/4   | -     | -     | -     | -     | -     | -     | 0 / 2  |
| Итог                   | 0 / 2 | 0 / 1 | 0 / 2 | 0 / 2 | 0 / 1 | 0 / 2 | 0 / 3 | 0 / 2 | 0 / 2 | 0 / 1 | 0 / 2 | 0 / 1 | 0 / 1 | 0 / 1 | 0 / 23 |